# Нойендорф (Альтмарк)
Нойендорф (нем. Neuendorf) — бывшая община в Германии, в земле Саксония-Анхальт.
Входила в состав района Зальцведель. Подчинялась управлению Клётце. Население составляет 609 человек (на 31 декабря 2006 года). Занимает площадь 28,05 км². В 2010 году вошла в состав города Клётце.